# Knooppunt IJmuiden
Het Knooppunt IJmuiden is een Nederlands verkeersknooppunt voor de aansluiting van de autosnelweg A22 en de provinciale weg N208, bij Velsen.
Hoewel het feitelijk een knooppunt is, staat het op de bewegwijzering aangegeven als aansluiting 1 (IJmuiden). Deze aansluiting is vanaf beide wegen en vanuit alle richtingen bereikbaar. Het knooppunt zelf is een onvolledig knooppunt; sommige afslagbewegingen zijn niet mogelijk.
De A208 staat niet aangegeven op de bewegwijzering - daar staat namelijk de N208 aangegeven, maar de A208 is wel af te lezen op de hectometerpaaltjes.

## Richtingen knooppunt
| Aansluitende wegen                                           | Aansluitende wegen           | Aansluitende wegen                | Aansluitende wegen | Aansluitende wegen   |
| ------------------------------------------------------------ | ---------------------------- | --------------------------------- | ------------------ | -------------------- |
|                                                              |                              | richting Velsen-Noord / Beverwijk |                    |                      |
|                                                              |                              |                                   |                    |                      |
| Parkweg richting Velsen-Zuid                                 | richting Amsterdam-Westpoort |                                   |                    |                      |
|                                                              |                              |                                   |                    |                      |
| richting Haarlem / Heemstede / Hillegom / Lisse / Sassenheim |                              |                                   |                    | richting Velserbroek |

Almere · Amstel · Arnestein · Assen · Azelo · Badhoevedorp · Bankhoef · Batadorp · Beekbergen · Benelux · Beverwijk · Bodegraven ·  Boterdiep ·  Buren · Burgerveen · Coenplein · De Baars · De Hoek · De Hogt · De Nieuwe Meer · De Poel · De Punt · De Stok · Deil · Diemen · Drachten · Drie Klauwen · Eemnes · Ekkersweijer · Emmeloord · Empel · Euvelgunne · Everdingen · Ewijk · Galder · Gooimeer · Gorinchem · Gouwe · Grijsoord · Hattemerbroek · Heerenveen · Hellegatsplein · Het Vonderen · Hintham · Hoevelaken · Hofvliet · Holendrecht · Holsloot · Hoogeveen · Hooipolder · IJmuiden (niet officieel) · Joure · Julianaplein · Kerensheide · Kethelplein · Klaverpolder · Kleinpolderplein · Kooimeer · Kruisdonk · Kunderberg · Lankhorst · Leenderheide · Lunetten · Maanderbroek · Markiezaat · Muiderberg · Neerbosch · Noordhoek · Ommedijk · Oud-Dijk · Oudenrijn · Paalgraven · Princeville · Prins Clausplein · Raasdorp ·  Reitdiep ·  Ressen · Ridderkerk · Rijkevoort · Rijnsweerd · Rottepolderplein · Rozenburg · Sabina · Sint-Annabosch · Stelleplas · Slufter · Ten Esschen · Terbregseplein · Tiglia · Vaanplein · Valburg · Velperbroek · Velsen · Vlaardingen · Vrijheidsplein · Vught · Waterberg · Watergraafsmeer · Werpsterhoek · Westerlee · Ypenburg · Zaandam · Zaarderheiken · Zonzeel · Zoomland · Zuidbroek · Zurich

Geplande knooppunten:
De Liemers · Harnasch · Zestienhoven

Voormalige knooppunten:
Bocholtz · Ekkersrijt · Europaplein (Groningen) · Europaplein (Maastricht) · Lindenholt